# Karátsonyi Ilma
Keglevits Gyuláné gr. Karátsonyi Ilma Eugénia Erzsébet, Karátsonyi Amália (Buda, 1867. január 27. – Budapest, 1949. február 10.) földbirtokos.

## Élete
Az erdélyi örmény Karátsonyi család leszármazottja. 
Karátsonyi Guido és Marczibányi Mária második legkisebb gyermeke. 1888. június 19-én ment nőül gróf Keglevich Gyula (Bécs, 1855. szeptember 4. – Budapest, 1950) császári és királyi kamaráshoz, aki később Heves vármegye főispánja lett. Lakhelye a pesti Ferenciek tere 1. számú házának egyik lakása, illetve egy pétervásárai kúria volt. Fia, gróf Karátsonyi-Keglevich Imre fogadott fiúként örökölhette a Karátsonyi család maradék vagyonának egy jelentős részét: földeket (ő volt Pilisvörösvár utolsó földesura), váltókat, peres ügyeket és a komoly jelzáloggal terhelt budai (Krisztina körúti) Karátsonyi-palotát is.
Karátsonyi Ilma a bátyja, Karátsonyi Jenő halála után Solymár egyik utolsó földbirtokosa lett, lévén, hogy a testvérek közül akkor már csak ő, és Ilona húga élt. Családi örökségét képezték többek között azok az erdők, melynek parcellázása útján létrejött a Budapestről a hegyvidéki zöldövezetbe költözni vágyók közt olyannyira népszerű Solymár-Kerekhegy településrész az 1940-es évek elején. Az általa indított parcellázás nem eléggé körültekintő módját jelzi, hogy a terület megközelíthetőségével, út kitűzetésével nem törődött, aminek következményei (a használható és jogilag rendezett út hiánya) egészen az ezredforduló körüli évekig nehezítették az itteni telektulajdonosok helyzetét.
Miután egyre nagyobb nehézséget jelentett számára a kegyúri jogok gyakorlása és az ezzel járó kötelezettségek teljesítése, 1942. január 5-én fiával együtt megállapodást kötött Shvoy Lajos székesfehérvári megyés püspökkel a kegyúri jogokról való lemondásról, valamint a kegyúri kötelezettségek megváltásáról. A megállapodás értelmében 25 000 aranypengő letétet kellett befizetniük az egyházmegyei takarékpénztárnál e célra létrehozott alapba, amely ezen összegből köteles volt mezőgazdasági ingatlant köteles vásárolni. Egyidejűleg nemcsak Karátsonyi Ilma, de Imre fia birtokai is mentesültek a kegyúri kötelezettségek alól.